# Plan Orsec-Novi
Plan Orsec-Novi (früher plan rouge, dt. „roter Plan“), kurz plan Novi („Orsec“ bedeutet ausgeschrieben „organisation de secours“, dt. „Organisation der Hilfe“, „Novi“ „nombreuses victimes“, dt. „Massenanfall von Verletzten“), ist ein Notfallplan des französischen Staates im Falle einer Häufung von Verletzten und Toten in einer bestimmten Region. Ziel des Plans ist es, die vorhandenen Erst- und Nothilfemaßnahmen und Verletztentransporte effizient zu koordinieren. Konzeptionell unterscheidet sich der plan Novi vom plan blanc (weißer Plan), der Maßnahmen bei einer plötzlichen Häufung von Krankenhauspatienten vorsieht, sowie dem plan ORSEC, der Maßnahmen bei mangelnder Ersthilfeversorgung vorsieht. Oft greifen der plan Novi und der plan blanc gleichzeitig.
Der plan Novi basiert auf vier Punkten:
- Sinnvolle Organisation der verfügbaren Mittel: Die verschiedenen Einsatz- und Hilfskräfte (Feuerwehr, Nothilfe, Polizei) sollen sich nicht gegenseitig behindern.
- Aufbau zweier Rettungsketten: Die eine koordiniert den Einsatz vor Ort, die andere den Transport der Verletzten.
- Aufbau eines Feldlazaretts (oder eines ausgebauten medizinischen Stützpunktes)
- Einrichtung zweier Leitungen: Die eine koordiniert die Erst- und Nothilfemaßnahmen vor Ort, die andere (meist bei der Präfektur) die weitergehende Logistik, die Verstärkungsmaßnahmen etc.

Der plan Novi ist mit dem Massenanfall von Verletzten in Deutschland vergleichbar.

## Geschichte
Die Pariser Feuerwehr entwarf den plan rouge 1978, nachdem bei einer Explosion aufgrund eines Feuers 13 Menschen in der Pariser Innenstadt ums Leben kamen. Seit 1986 gilt der Plan für das gesamte französische Territorium. Jedes Département verfügt über einen eigenen Notfallplan vom Typ plan rouge, die sich konzeptionell jedoch nicht groß voneinander unterscheiden. Seit 2007 gehört der plan rouge zum plan ORSEC.

## Auslösung desplan Novi
| |
| Medizinische Rettungskette in einem Orsec-Novi Plan (früher roter Plan), d. h. französischer Plan für Massenanfall von Verletzten und Erkrankten (MANV). Bildunterschrift: - MVP: medizinischer Vorposten (PMA, poste médical avancé), d. h. Behandlungsplatz oder Sanitätshilfsstelle; - PSNV: Psychosoziale Notfallversorgung (CUMP, cellule d'urgence médico-psychologique); - KTW: Krankentransportwagen; - H: Krankenhaus. |

Der plan Novi beginnt, wenn ein Unglück oder eine Katastrophe mit begrenztem Ausmaß (accident catastrophique à effet limité) geschehen ist und es Verletzte gibt oder geben kann. Der Plan wird vom Präfekten des Départements in Kraft gesetzt. Im Falle Paris und seiner Vororte ist der Präfekt der Polizei von Paris der Verantwortliche.
Die Situationen, in denen der plan Novi in Kraft tritt, können vielfältig sein (Naturkatastrophen, Bauunglücke, Terroranschläge etc.). Vorbedingung des Plans ist es, dass die Verletztenanzahl mindestens 15 Menschen beträgt, wobei die Anzahl sich von Département zu Département unterscheiden kann.
Im Falle des plan Novi ist es vordringlich, die Ursache des Unglücks und seine Konsequenzen zu bekämpfen sowie die Verletzten zu versorgen und vom Ort des Geschehens abzutransportieren. Aufgrund der Komplexität der Aufgaben werden zwei Rettungsketten unter Leitung des commandant des opérations de secours (Einsatzkommandanten) aufgebaut. Die Feuer-und-Rettungskette bekämpft vor allem das Unglück und seine Konsequenzen, die medizinische Rettungskette versorgt die Verletzten und bringt diese in medizinische Einrichtungen.
Der Präfekt bzw. die Präfektin des Départements – in Paris und seinen Vororten der Polizeipräfekt – verantwortet und leitet die Rettungsmaßnahmen (directeur des opérations de secours). Üblicherweise beginnt die Feuerwehr bzw. die Notfallrettung mit dem plan Novi, der Präfekt formalisiert und verkündet den Notfallplan dann.